# Silicon Valley Classic 2022
Silicon Valley Classic 2022 (còn được biết đến với Mubadala Silicon Valley Classic vì lý do tài trợ) là một giải quần vợt chuyên nghiệp thi đấu trên mặt sân cứng. Đây là lần thứ 50 giải đấu được tổ chức, và là một phần của WTA Premier trong WTA Tour 2022. Giải đấu diễn ra từ ngày 1 đến ngày 7 tháng 8 năm 2022 ở San Jose, California. Đây là giải đấu nữ đầu tiên trong US Open Series 2022.

## Điểm và tiền thưởng

### Phân phối điểm
| Sự kiện | VĐ  | CK  | BK  | TK  | Vòng 1/16 | Vòng 1/32 | Q  | Q2 | Q1 |
| Đơn nữ  | 470 | 305 | 185 | 100 | 55        | 1         | 25 | 13 | 1  |
| Đôi nữ  | 470 | 305 | 185 | 100 | 1         | —         | —  | —  | —  |

## Nội dung đơn

### Hạt giống
| Quốc gia | Tay vợt              | Xếp hạng† | Hạt giống |
| -------- | -------------------- | --------- | --------- |
| GRE      | Maria Sakkari        | 3         | 1         |
| ESP      | Paula Badosa         | 4         | 2         |
| TUN      | Ons Jabeur           | 5         | 3         |
|          | Aryna Sabalenka      | 6         | 4         |
| ESP      | Garbiñe Muguruza     | 8         | 5         |
| USA      | Coco Gauff           | 11        | 6         |
|          | Daria Kasatkina      | 12        | 7         |
| CZE      | Karolína Plíšková    | 15        | 8         |
|          | Veronika Kudermetova | 19        | 9         |

† Bảng xếp hạng vào ngày 25 tháng 7 năm 2022.

### Vận động viên khác
Đặc cách:
- Katie Boulter
- Ashlyn Krueger

Vượt qua vòng loại:
- Kayla Day
- Elizabeth Mandlik
- Storm Sanders
- Taylor Townsend

Thua cuộc may mắn:
- Caroline Dolehide

### Rút lui
Trước giải đấu
- Ekaterina Alexandrova → thay thế bởi  Zhang Shuai
- Danielle Collins → thay thế bởi  Naomi Osaka
- Alizé Cornet → thay thế bởi  Zheng Qinwen
- Garbiñe Muguruza → thay thế bởi  Caroline Dolehide

## Nội dung đôi

### Hạt giống
| Quốc gia | Tay vợt              | Quốc gia | Tay vợt        | Xếp hạng† | Hạt giống |
| -------- | -------------------- | -------- | -------------- | --------- | --------- |
|          | Veronika Kudermetova | CHN      | Zhang Shuai    | 7         | 1         |
| CAN      | Gabriela Dabrowski   | MEX      | Giuliana Olmos | 17        | 2         |
| USA      | Desirae Krawczyk     | NED      | Demi Schuurs   | 28        | 3         |
| CHN      | Xu Yifan             | CHN      | Yang Zhaoxuan  | 46        | 4         |

† Bảng xếp hạng vào ngày 25 tháng 7 năm 2022.

### Vận động viên khác
Đặc cách:
- Latisha Chan /  Beatriz Haddad Maia
- Ashlyn Krueger /  Elizabeth Mandlik

## Nhà vô địch

### Đơn
- Daria Kasatkina đánh bại  Shelby Rogers, 6–7(2–7), 6–1, 6–2

### Đôi
- Xu Yifan /  Yang Zhaoxuan đánh bại  Shuko Aoyama /  Chan Hao-ching, 7–5, 6–0.